# Luis Galarza
Luis Esteban Galarza (Asuncion, 26 december 1950 – Santa Cruz de la Sierra, 27 juli 2024) was een Boliviaans voetballer, die speelde als doelman. Zijn zoon Sergio (1975) was eveneens actief als doelman in het profvoetbal. Galarza was na zijn actieve loopbaan werkzaam als trainer-coach.

## Clubcarrière
Hij beëindigde zijn actieve loopbaan in 1996 bij de Boliviaanse club Club Blooming. Galarza kwam verder uit voor Club San José, The Strongest, Club Bolívar, Club Jorge Wilstermann, Club Independiente Petrolero en Club Always Ready.

## Interlandcarrière
Galarza speelde in totaal 14 interlands voor Bolivia in de periode 1977-1989. Hij nam met zijn vaderland tweemaal deel aan de strijd om de Copa América: 1987 en 1989.
Galarza overleed op 27 juli 2024 op 73-jarige leeftijd aan een nierziekte die hem maandenlang teisterde.
| Interlands van Luis Galarza voor Bolivia | Interlands van Luis Galarza voor Bolivia | Interlands van Luis Galarza voor Bolivia | Interlands van Luis Galarza voor Bolivia | Interlands van Luis Galarza voor Bolivia | Interlands van Luis Galarza voor Bolivia |
| №                                        | Datum                                    | Wedstrijd                                | Uitslag                                  | Competitie                               | Goals                                    |
| Als speler van The Strongest             | Als speler van The Strongest             | Als speler van The Strongest             | Als speler van The Strongest             | Als speler van The Strongest             | Als speler van The Strongest             |
| ---------------------------------------- | ---------------------------------------- | ---------------------------------------- | ---------------------------------------- | ---------------------------------------- | ---------------------------------------- |
| 1                                        | 29 oktober 1977                          | Hongarije – Bolivia                      | 6 – 0                                    | WK-kwalificatie                          | 0                                        |
| 2                                        | 22 april 1985                            | Bolivia – Venezuela                      | 4 – 1                                    | Vriendschappelijk                        | 0                                        |
| 3                                        | 2 mei 1985                               | Bolivia – Peru                           | 0 – 0                                    | Vriendschappelijk                        | 0                                        |
| 4                                        | 26 mei 1985                              | Bolivia – Paraguay                       | 1 – 1                                    | WK-kwalificatie                          | 0                                        |
| 5                                        | 2 juni 1985                              | Bolivia – Brazilië                       | 0 – 2                                    | WK-kwalificatie                          | 0                                        |
| 6                                        | 9 juni 1985                              | Paraguay – Bolivia                       | 3 – 0                                    | WK-kwalificatie                          | 0                                        |
| 7                                        | 30 juni 1985                             | Brazilië – Bolivia                       | 1 – 1                                    | WK-kwalificatie                          | 0                                        |
| Als speler van Club Always Ready         |                                          |                                          |                                          |                                          |                                          |
| 8                                        | 1 juli 1987                              | Colombia – Bolivia                       | 2 – 0                                    | Copa América                             | 0                                        |
| Als speler van Club Bolívar              |                                          |                                          |                                          |                                          |                                          |
| 9                                        | 25 mei 1989                              | Bolivia – Paraguay                       | 3 – 2                                    | Vriendschappelijk                        | 0                                        |
| 10                                       | 2 juni 1989                              | Paraguay – Bolivia                       | 2 – 0                                    | Vriendschappelijk                        | 0                                        |
| 11                                       | 14 juni 1989                             | Uruguay – Bolivia                        | 1 – 0                                    | Vriendschappelijk                        | 0                                        |
| 12                                       | 10 juli 1989                             | Argentinië – Bolivia                     | 0 – 0                                    | Copa América                             | 0                                        |
| 13                                       | 20 augustus 1989                         | Bolivia – Peru                           | 2 – 1                                    | WK-kwalificatie                          | 0                                        |
| 14                                       | 3 september 1989                         | Bolivia – Uruguay                        | 2 – 1                                    | WK-kwalificatie                          | 0                                        |

## Erelijst
The Strongest
- Liga de Fútbol

1974, 1977, 1986